# 羅茲夫卡 (切爾尼吉夫卡區)
47°3′53″N 36°10′6″E / 47.06472°N 36.16833°E
羅茲夫卡（烏克蘭語：Розівка）是位於烏克蘭東南部的村莊，由扎波羅熱州別爾江斯克區的切爾尼希夫卡市鎮負責管轄。該村距離普羅斯托列2.5公里，始建於1945年，面積1.32平方公里，海拔高度132米，2001年人口207。